# Leon Thomas III
Leon George Thomas III (Brooklyn, Nueva York; 1 de agosto de 1993) es un actor, cantante, compositor y productor musical estadounidense, más conocido por interpretar a André Harris en la serie de Nickelodeon Victorious. También es conocido por su interpretación en la producción musical de Broadway El Rey León. También fue la voz cantante de Tyrone en The Backyardigans.

## Carrera

### 2003-2006: Broadway e inicios de su carrera
Hizo su debut a los 10 años en Broadway en 2003 como joven Simba en la producción de Broadway de El Rey León.
En 2004, apareció como Jackie Thibodeaux en el elenco original de Broadway de Tony Kushner's Caroline, or Change. y gira con la compañía durante su carrera de cinco meses en Los Ángeles y San Francisco. Thomas también se realizó en la producción de Broadway de The Color Purple.

### 2007-2009:August Rushy apariciones en televisión
En 2007, Thomas apareció en la película August Rush como Arthur, interpretando la canción "La Bamba", y fue la voz cantante de Tyrone en The Backyardigans. Thomas también ha sido estrella invitada en  Jack's Big Music Show  y  Just Jordan . También apareció como Harper en iCarly en el episodio iCarly salva la televisión y se presentó en The Naked Brothers Band Navidad Especial.

### 2010-2012:VICTORiOUSy carrera musical

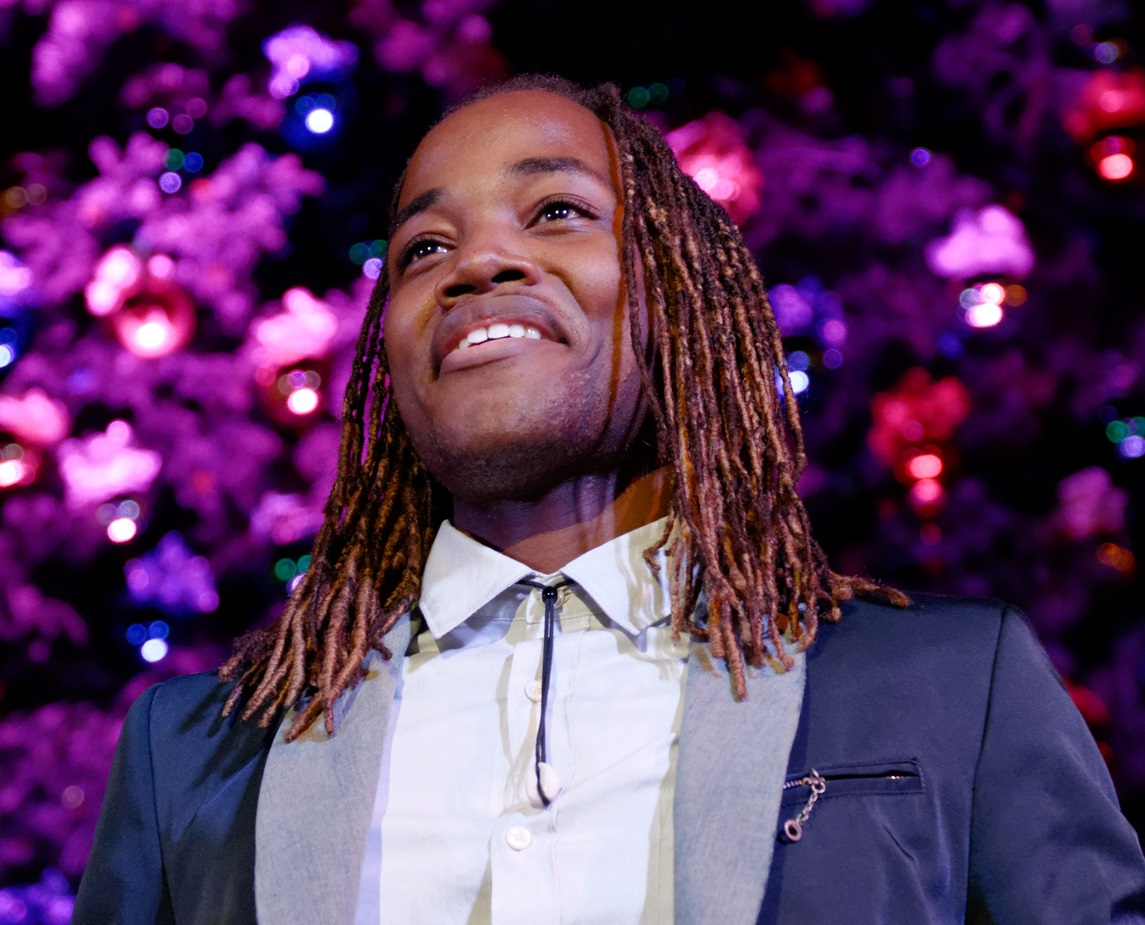
Thomas III en 2013.

Él jugó un personaje principal en Victorious, dándole vida a Andre Harris, que se estrenó en Nickelodeon el 27 de marzo de 2010. Thomas también aparece como Andre Harris en el crossover entre Victorious y iCarly, "iParty con Victorious". También apareció como él mismo en un episodio de  True Jackson, VP . El 2 de agosto de 2011, se estrenó el álbum: Victorious: Music from the Hit TV Show Thomas aparece en las canciones «Song 2 You» (escrito por él), «Tell Me That You Love Me» y «I Want You Back» (cover de The Jackson 5). El 5 de junio de 2012 se publicó, Victorious 2.0: More Music from the Hit TV Show, Thomas apareció en las canciones «Countdown» (escrito por el) y «Don't You (Forget About Me)» (cover de Simple Minds). El 6 de noviembre de 2012 se lanzó el último álbum: Victorious 3.0: Even More Music from the Hit TV Show Thomas participó en la canción «365 Days» (también escrito por el). La serie de televisión Victorious terminó la producción en julio de 2012 y el episodio final de la serie se emitió el 2 de febrero de 2013.

### 2012-presente: Mixtapes y el trabajo de producción
En 2012, Thomas comenzó a grabar su mixtape debut llamado Metro Hearts fue lanzado el 1 de agosto de 2012. En la mixtape incluye canciones como «Forever», «Bad», «Moving On», «Vibe, «Like Clay», y «Never Look Back». El mixtape también incluyó una versión de «Take Care» de Drake a dueto con Rihanna. Thomas interpreta la canción junto con su ex coestrella Ariana Grande.
Leon Thomas coescribió la canción «Ain't No Other Me» para el grupo británico Stooshe, que cuenta como una pista de edición de lujo de su álbum debut, London with the Lights On . Thomas coescribió 4 canciones del álbum debut de Ariana Grande, Yours Truly. También coprodujo 5 canciones, además de la canción «Last Christmas» de Christmas Kisses de Grande, como miembro del dúo de productores The Rascals. Además, su trabajo en la producción como parte de "The Rascals" se incluyó en el premiado álbum Grammy Love, Marriage & Divorce. Su contribución es como un escritor de la canción titulada «I'd Rather Be Broke», interpretada por Toni Braxton.
El 24 de septiembre de 2013, Leon Thomas dio a conocer un nuevo sencillo, «Hello How Are You», con Wiz Khalifa. Un segundo sencillo, «Chill», es que sea liberado pronto.
El 1 de enero de 2014, Thomas dio a conocer un nuevo mixtape, V1bes, bajo el nombre Leon Thomas, a través de DatPiff. También anunció un nuevo vídeo musical para su sencillo, «Hello How Are You».
En 2016, Thomas lanzó el mixtape Before the Beginning a través de SoundClouD, que recopilaba ocho canciones que había mantenido durante tiempo. En 2017, apareció en la película Detroit, dirigida por Kathryn Bigelow.
En el año 2018 vio el lanzamiento del EP debut de Thomas, Genesis, que contó con apariciones especiales de Buddy y Tayla Parx. Al año siguiente, obtuvo una nominación al Premio Grammy a la Mejor Canción de Rap por coescribir y coproducir la canción de Rick Ross y Drake «Gold Roses». Thomas también escribiría y produciría más discos bajo el dúo de producción de Rascals, así como productor en solitario, coescribiendo y coproduciendo dos canciones en Positions de Ariana Grande.

## Filmografía
| Año  | Título          | Rol           | Notas                |
| ---- | --------------- | ------------- | -------------------- |
| 2003 | Robin and Roger | Chico         | Episodio: "The Plan" |
| 2007 | August Rush     | Arthur        |                      |
| 2010 | Rising Stars    | JR            |                      |
| 2014 | Bad Asses       | Tucson        |                      |
| 2015 | Runaway Island  | Evan Holloway |                      |
| 2017 | Detroit         | Jerry         |                      |

| Año       | Título                  | Rol                     | Notas                                                  |
| --------- | ----------------------- | ----------------------- | ------------------------------------------------------ |
| 2006      | Just for Kicks          | Ty                      | 2 episodios                                            |
| 2006      | The Backyardigans       | Tyrone                  | Singing voice (temps. 2–3)                             |
| 2007      | Just Jordan             | Ronnie                  | Episodio: "Revenge of the Riff"                        |
| 2007      | Jack's Big Music Show   | Leon                    | Episodio: "Laurie's Big Song"                          |
| 2008—2011 | iCarly                  | Harper / Andre Harris   | Episodio: "iCarly Saves TV" / "iParty With Victorious" |
| 2008      | The Naked Brothers Band | Leon Williams           | Episodio: "Christmas Special"                          |
| 2010      | Kids' Choice Awards     | Él mismo                |                                                        |
| 2010–13   | Victorious              | Andre Harris            | Elenco principal (60 episodios)                        |
| 2011      | True Jackson, VP        | Él mismo                | Episodio: True Fame                                    |
| 2011      | Kids' Choice Awards     | Él mismo                |                                                        |
| 2012      | Figure It Out           | Él mismo                | Panelista (4 episodios)                                |
| 2014      | Satisfaction            | Mateo                   | Recurrente (6 episodios)                               |
| 2014      | Robot and Monster       | Monster's Singing Voice |                                                        |
| 2015      | Fear the Walking Dead   | Russell                 | Episodio: "Pilot"                                      |
| 2017      | Insecure                | Eddie                   | Recurrente                                             |

## Tours
Promocionales
- Victorious: In Concert (2011)

Acto de apertura
- Miranda Cosgrove - Miranda Cosgrove Summer Tour (2012)
- Big Time Rush - Big Time Summer Tour (2012)

## Premios y nominaciones
| Año  | Premiación                      | Categoría                                                                   | Trabajo                  | Resultado |        |
| ---- | ------------------------------- | --------------------------------------------------------------------------- | ------------------------ | --------- | ------ |
| 2008 | Young Artist Awards             | Mejor Actuación en Una Película - Actor Joven de Reparto (Fantasía o Drama) | August Rush              | Ganador   | [ 10 ] |
| 2012 | NAACP Image Awards              | Mejor Actuación En Un Programa Juvenil/Infantil (Serie o Especial)          | Victorious               | Nominado  | [ 11 ] |
| 2015 | Grammy                          | Best R&B Album (Producer/Writer)                                            | Love, Marriage & Divorce | Ganador   | [ 12 ] |
| 2025 | Nickelodeon Kids' Choice Awards | Artista masculino revelación favorito                                       | Él mismo                 | Nominado  | [ 13 ] |